# Constante de Hamaker
En physique moléculaire, la constante de Hamaker (notée {\displaystyle A} ; du nom de HC Hamaker) est une constante physique qui peut être définie pour une interaction de Van der Waals entre deux corps. Elle s'exprime par :
{\displaystyle A=\pi ^{2}C\rho _{1}\rho _{2},}
où ρ1, ρ2 sont les densités numériques des deux types de particules en interaction, et C est le coefficient de London dans l'interaction entre les paires de particules,. L'ampleur de cette constante reflète l'intensité de la force de Van der Waals entre deux particules, ou entre une particule et un substrat.
La constante de Hamaker permet de déterminer le paramètre d'interaction C à partir du potentiel de Van der Waals de la paire :
{\displaystyle w(r)={\frac {-C}{r^{6}}}.}
La méthode de Hamaker, et la constante associée, ignore l'influence de la présence d'un milieu entre les deux particules en interaction. En 1956, Lifshitz a développé une description de l'énergie de Van de Walls tout en tenant compte des propriétés diélectriques du milieu intermédiaire (souvent une phase continue).
Les forces de Van der Waals ne sont efficaces que jusqu'à quelques centaines d'angströms. Lorsque les particules en interaction sont trop éloignées, le potentiel de dispersion décroît plus rapidement que {\displaystyle 1/r^{6}}. C'est ce qu'on appelle le régime retardé et le résultat est une force de Casimir-Polder.